# Autoba longiplaga
Autoba longiplaga là một loài bướm đêm trong họ Erebidae.